# Big City Life
Big City Life è un singolo del gruppo musicale britannico Mattafix, pubblicato l'8 agosto 2005 come secondo estratto dal primo album in studio Signs of a Struggle.

## Descrizione
Il ritornello della canzone è cantato in dialetto giamaicano.

## Successo commerciale
Il singolo raggiunse la vetta della classifica in Germania, Polonia, Austria, Italia, Svizzera e Nuova Zelanda. Inoltre la canzone arrivò alla posizione nº 2 nella classifica dei singoli più venduti in Europa. Benché il gruppo sia inglese, la canzone ottenne molto più successo nel resto del mondo che in patria, giacché in Inghilterra i Mattafix si piazzarono alla posizione nº 15.
L'11 settembre 2006 Big City Life vinse la 43ª edizione del Festival internazionale della canzone di Sopot in Polonia. La canzone, inoltre, apparve anche nella colonna sonora di 2006 FIFA World Cup.

## Video musicale
Il videoclip fu pubblicato su YouTube il 7 novembre 2005.

## Tracce
Digital download
1. Big City Life (Original Mix)

CD single
1. Big City Life (Original Mix)
2. Big City Life (Cutfather & Joe Mix)

EP
1. Big City Life (Original Mix)
2. Big City Life (Cutfather & Joe Mix)
3. Big City Life (Solid Groove)
4. Big City Life (Mattafix Remix)

## Classifiche
| Chart (2005-2006)         | Peak position |
| ------------------------- | ------------- |
| Australian Singles Chart  | 19            |
| Austrian Singles Chart    | 1             |
| Belgian Singles Chart     | 12            |
| Dutch Singles Chart       | 84            |
| European Singles Chart    | 2             |
| Finnish Singles Chart     | 12            |
| French Singles Chart      | 17            |
| German Singles Chart      | 1             |
| Italian Singles Chart     | 1             |
| Luxembourg Singles Chart  | 13            |
| New Zealand Singles Chart | 1             |
| Norwegian Singles Chart   | 3             |
| Polish Singles Chart      | 1             |
| Swedish Singles Chart     | 17            |
| Swiss Singles Chart       | 1             |
| UK Singles Chart          | 15            |
| Ukrainian Singles Chart   | 35            |